# مجلس البلدية بروسو
مجلس البلدية بروسو بلدية (مجلس البلدة) تقع في مدينة تورينو الجديدة والتي هي داخل منطقة بييمونتي الإيطالية، في حين بييمونتي شمال تورينو والتي تبعد عنها 50 كيلومتر (31 ميل).
حيث مجلس Brosso يقع قريبا من مجالس لبلديات الاتية: Tavagnasco وTraversella وايضا Borgofranco d'Ivrea وQuassolo وايضا Trausella وMeugliano وايضا Lessolo وVico Canavese .